# Clean Air Classic
Il Clean Air Classic è stato un torneo di tennis. Ha fatto parte del Grand Prix dal 1971 al 1972, nel 1971 anche dello USTLA Indoor Circuit. Era giocato a New York negli Stati Uniti su campi in sintetico indoor.

## Albo d'oro

### Singolare
| Anno | Vincitore         | Finalista      | Punteggio          |
| ---- | ----------------- | -------------- | ------------------ |
| 1971 | Željko Franulović | Clark Graebner | 6–2, 5–7, 6–4, 7–5 |
| 1972 | Stan Smith        | Juan Gisbert   | 4–6, 7–5, 6–4, 6–1 |

### Doppio
| Anno | Vincitori                   | Finalisti                  | Punteggio          |
| ---- | --------------------------- | -------------------------- | ------------------ |
| 1971 | Juan Gisbert Manuel Orantes | Jimmy Connors Haroon Rahim | 6–3, 8–6, 3–6, 6–2 |
| 1972 | Stan Smith Erik Van Dillen  | Jim McManus Jim Osborne    | 6–4, 6–1           |